# 弗朗什兰
弗朗什兰（法語：Francheleins，法語發音：[fʁɑ̃ʃlɛ̃]）是法国东部安省的一个市镇，属于布雷斯地区布尔格区。

## 地理
弗朗什兰（46°4'25"N, 4°48'31"E）面积13.56 平方千米，位于法国奥弗涅-罗讷-阿尔卑斯大区安省，该省份为法国东部省份，北起汝拉省，西北接索恩-卢瓦尔省，西接罗讷省和里昂大都会，南至伊泽尔省，东与萨瓦省、上萨瓦省和瑞士接壤。
与弗朗什兰接壤的市镇（或旧市镇、城区）包括：沙兰、沙南、吕尔西、蒙索、索恩河畔蒙梅勒、穆瓦尼昂河畔圣特里维耶、维勒讷沃。
弗朗什兰的时区为UTC+01:00、UTC+02:00（夏令时）。

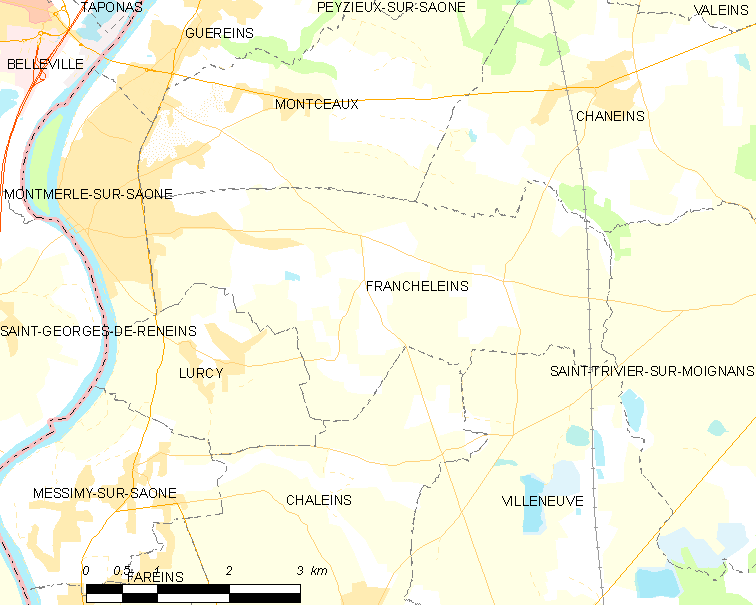
弗朗什兰的OSM定位图

## 行政
弗朗什兰的邮政编码为01090，INSEE市镇编码为01165。

## 政治
弗朗什兰所属的省级选区为维拉尔莱栋布县。

## 人口

1962-2008年间弗朗什兰人口变化图示

弗朗什兰于2022年1月1日时的人口数量为1593人。